# جباتا الخشب
جباتا الخشب (به عربی: جباتا الخشب) یک ناحیه در سور است که در استان قنیطره واقع شده‌است. جباتا الخشب ۳٬۴۹۳ نفر جمعیت دارد.
از دسامبر ۲۰۲۴، این منطقه تحت کنترل اسرائیل است.